# Première guerre des Caraïbes
 (signalé en juin 2025).
Si vous disposez d'ouvrages ou d'articles de référence ou si vous connaissez des sites web de qualité traitant du thème abordé ici, merci de compléter l'article en donnant les références utiles à sa vérifiabilité et en les liant à la section « Notes et références ».
- Archive Wikiwix
- Bing
- Cairn
- DuckDuckGo
- E. Universalis
- Gallica
- Google
- G. Books
- G. News
- G. Scholar
- Persée
- Qwant
- (zh) Baidu
- (ru) Yandex
- (wd) trouver des œuvres sur Wikidata

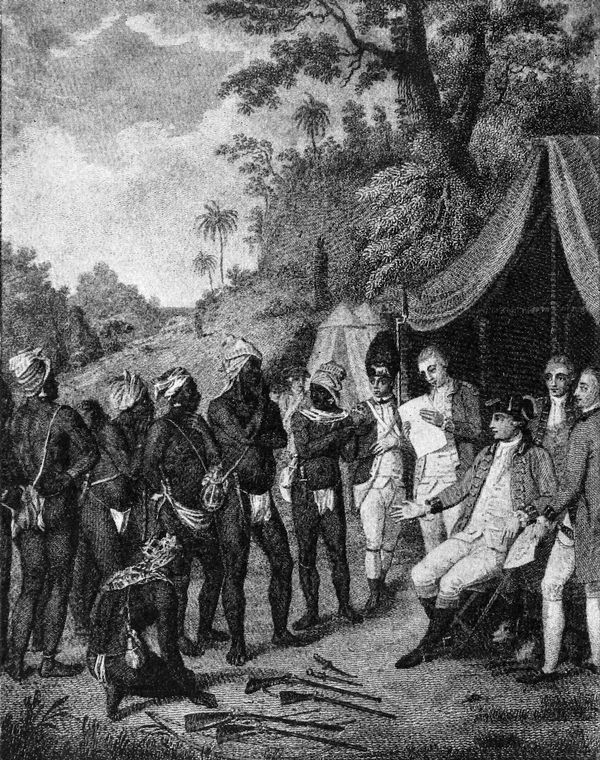
Représentation des négociations de traités entre les Caraïbes noires et les autorités britanniques sur l'île caribéenne de Saint-Vincent en 1773 (1910).

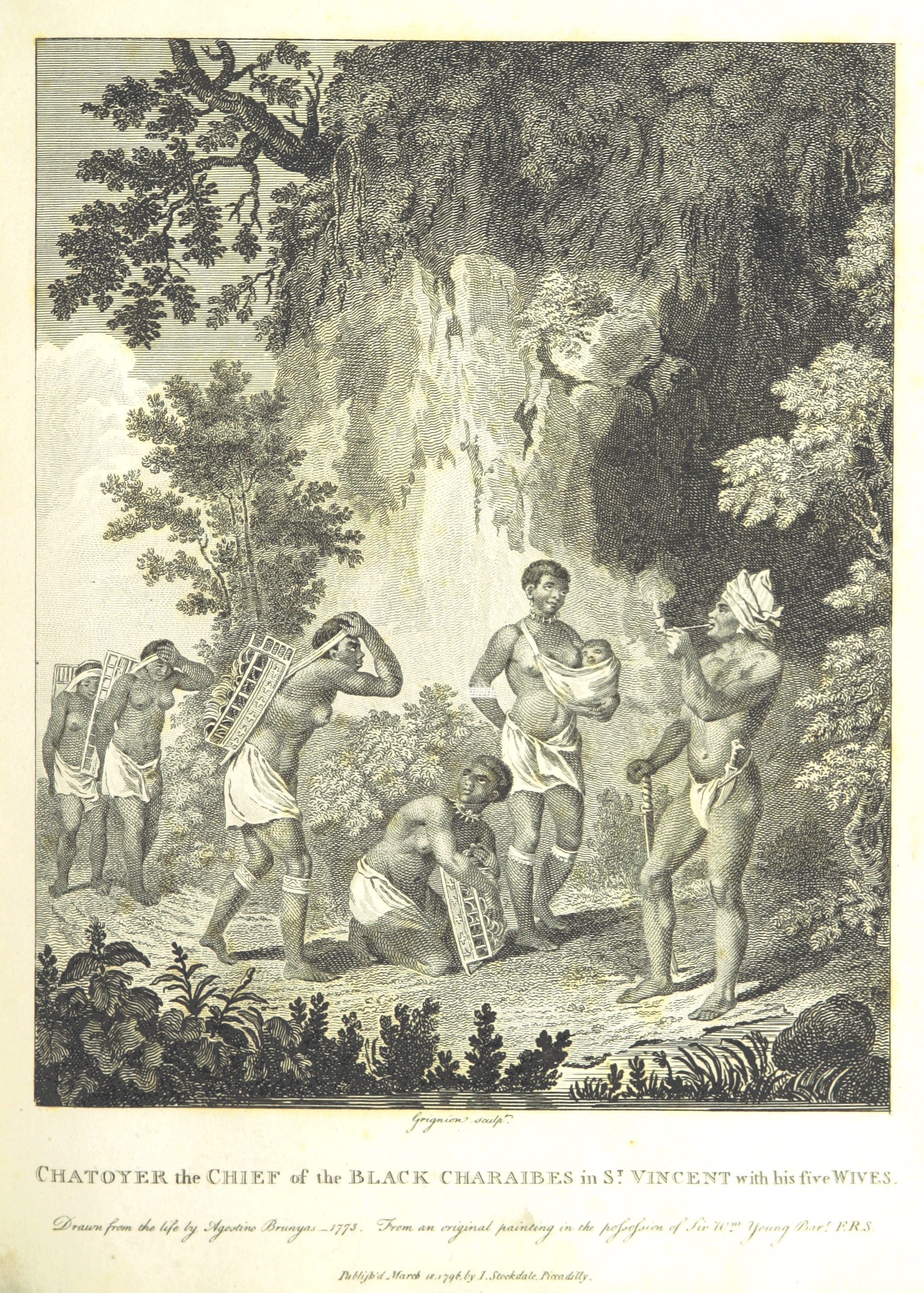
Joseph Chatoyer, le chef des Caraïbes noirs à Saint Vincent, dans une gravure de 1801.

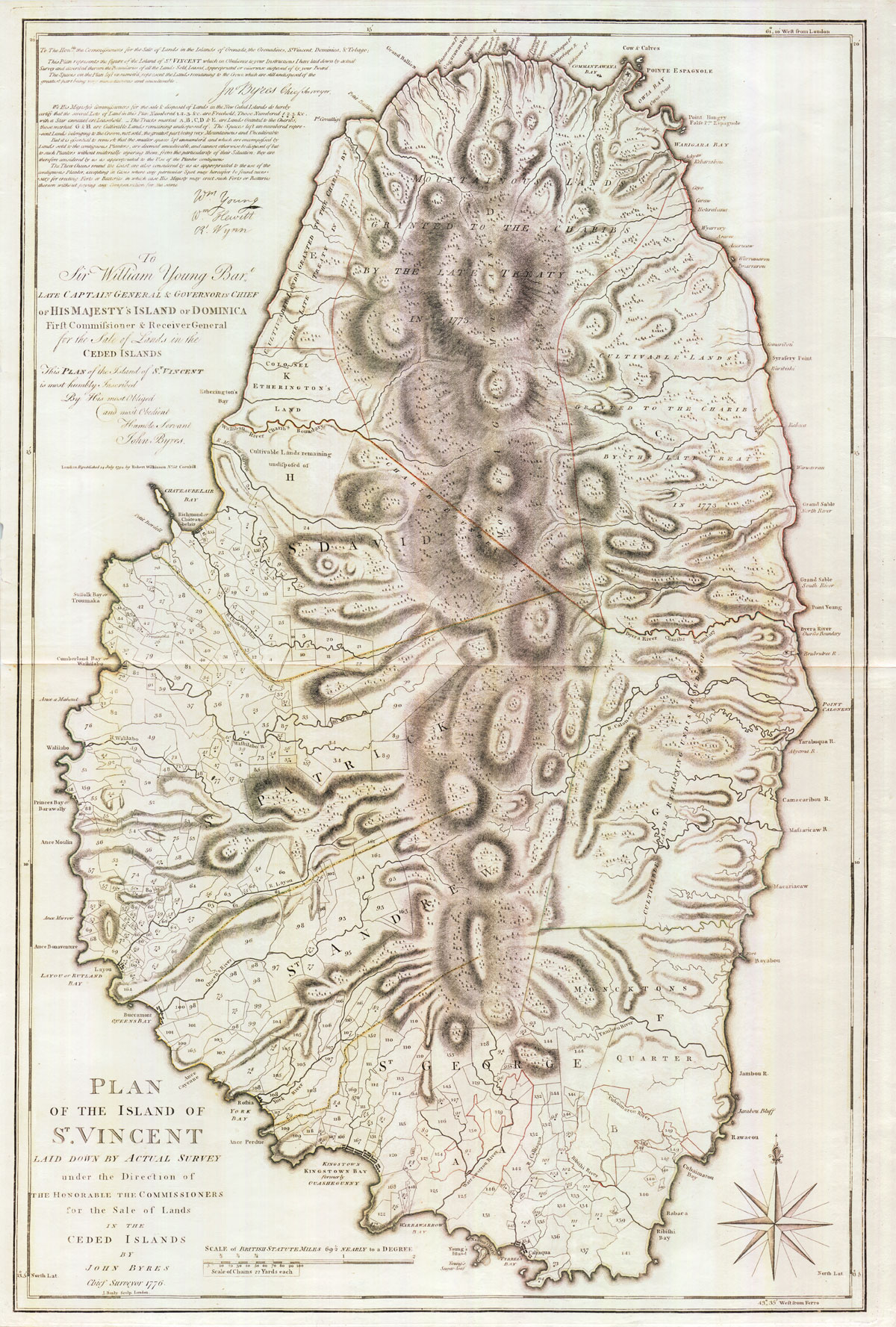
Une carte de 1776 de l'île antillaise de Saint Vincent. La partie sud de l'île était sous contrôle britannique, et la partie nord était sous le contrôle des Caraïbes noires.

La première guerre des Caraïbes (1769 - 1773) était un conflit militaire opposant les habitants caraïbes de Saint-Vincent et les forces militaires britanniques soutenant les efforts britanniques d'expansion coloniale sur l'île.

## Guerre
Dirigés principalement par le chef des Caraïbes noires Joseph Chatoyer, les Caraïbes ont défendu avec succès le côté au vent de l'île contre une expédition d'enquête militaire en 1769 et ont repoussé les demandes répétées de vendre leurs terres aux représentants du gouvernement colonial britannique. Frustrés par ce qu'ils considéraient comme une intransigeance, les commissaires britanniques lancèrent un assaut militaire à grande échelle contre les Caraïbes en 1772 dans le but de les soumettre et de les déporter de l'île.
La méconnaissance britannique des terres au vent de l'île et la défense efficace des Caraïbes du terrain montagneux difficile de l'île ont émoussé l'avance britannique, et l'opposition politique à l'expédition à Londres a déclenché une enquête et a appelé à y mettre fin. Les affaires militaires étant dans une impasse, un accord de paix a été signé en 1773 qui délimitait les frontières entre les régions britanniques et caribéennes de l'île.